# Арни (Аргау)
Арни (нем. Arni AG) — коммуна в Швейцарии, в кантоне Аргау.
Входит в состав округа Бремгартен.  Население составляет 1606 человек (на 31 декабря 2007 года). Официальный код  —  4061.